# Liste der Kulturdenkmale in Hattstedtermarsch
In der Liste der Kulturdenkmale in Hattstedtermarsch sind alle Kulturdenkmale der schleswig-holsteinischen Gemeinde Hattstedtermarsch (Kreis Nordfriesland) aufgelistet (Stand: 10. März 2025).

## Legende
In den Spalten befinden sich folgende Informationen:
- Objekt-ID: die Nummer des Kulturdenkmales
- Lage: die Adresse des Kulturdenkmales und die geographischen Koordinaten. Kartenansicht, um Koordinaten zu setzen. In der Kartenansicht sind Kulturdenkmale ohne Koordinaten mit einem roten Marker dargestellt und können in der Karte gesetzt werden. Kulturdenkmale ohne Bild sind mit einem blauen Marker gekennzeichnet, Kulturdenkmale mit Bild mit einem grünen Marker.
- Offizielle Bezeichnung: Bezeichnung des Kulturdenkmales
- Beschreibung: die Beschreibung des Kulturdenkmales
- Bild: ein Bild des Kulturdenkmales

## Sachgesamtheiten
| Objekt-ID | Lage                                              | Offizielle Bezeichnung   | Beschreibung | Bild |
| --------- | ------------------------------------------------- | ------------------------ | --- | ---- |
| 46992     | Hattstedter Koog 42 (54° 32′ 50″ N, 8° 56′ 24″ O) | Schöpfwerk Arlauschleuse | Schöpfwerk Arlauschleuse; 1924/25-1953/54; drei technische Bauwerke zur Regulierung des Wasserstandes der Arlau: Siel, Schöpfwerk und Deichsiel, Backsteinbauten über Sielkammern aus Stahlbeton, das Schöpfwerk mit vier elektronisch betriebenen Pumpen - Begründung: geschichtlich, technisch, Kulturlandschaft prägend - Schutzumfang: Arlauschöpfwerk (1953/54), Arlausiel (1924/25), Deichsiel | BW   |

## Bauliche Anlagen
| Objekt-ID | Lage                                                             | Offizielle Bezeichnung | Beschreibung | Bild |
| --------- | ---------------------------------------------------------------- | ---------------------- | --- | ---- |
| 5634      | Bohnenland 1/Hattstedtermarsch 1 (54° 33′ 5″ N, 9° 0′ 9″ O)      | Kerithof               | Kerithof; 1878; Geesthardenhaus, eingeschossiger, traufständiger Backsteinbau unter reetgedecktem Walmdach, Wohnteil mit breitem übergiebelten Risalit, ehem. Stallteil mit Lootoröffnung und Stalltür sowie Gusseisenfenstern - Begründung: geschichtlich, Kulturlandschaft prägend - Schutzumfang: gesamtes Objekt - Denkmaltyp: Bauliche Anlage                 | BW   |
| 5636      | Hattstedtermarsch 14 (54° 33′ 11″ N, 8° 58′ 24″ O)               | Bauernhaus             | Bauernhaus; 19. Jh./1884; eingeschossiger traufständiger Backsteinbau unter reetgedecktem Schopfwalmdach über winkelförmigem Grundriss, Wohnteil mit übergiebelten Risalit, Stallteil mit Querflügel - Begründung: geschichtlich, Kulturlandschaft prägend - Schutzumfang: gesamtes Objekt - Denkmaltyp: Bauliche Anlage                                           | BW   |
| 46990     | Hattstedtermarsch 31 (54° 33′ 8″ N, 8° 57′ 23″ O)                | Bauernhof              | Bauernhof; um 1899; eingeschossiges traufständiges Wohnhaus aus Backstein mit schiefergedecktem Satteldach; winkelförmig angefügt zweigeschossige Backsteingroßscheune unter Satteldach mit Blechdeckung - Begründung: geschichtlich, Kulturlandschaft prägend - Schutzumfang: gesamtes Objekt - Denkmaltyp: Bauliche Anlage                                       | BW   |
| 7954      | Lundenberg 50/Hattstedtermarsch 50 (54° 32′ 44″ N, 8° 59′ 46″ O) | Lundenberghof          | Lundenberghof; im Kern 18. Jh., Umbauten des 19. Jh.; Vierseithof, eingeschossiger Backsteinbau unter reetgedecktem Schopfwalmdach; im Inneren Ausstattung des 18.-19. Jh.; gepflasterter Innenhof mit Brunnen - Begründung: geschichtlich, künstlerisch, Kulturlandschaft prägend - Schutzumfang: Lundenberghof, Hoffläche, Brunnen - Denkmaltyp: Bauliche Anlage | BW   |

## Quelle
- Liste der Kulturdenkmale in Schleswig-Holstein – Kreis Nordfriesland (PDF)

- Karte mit allen Koordinaten:
- OSM |
- WikiMap